# Torgau
Torgau (česky zastarale Torgava) je velké okresní město u řeky Labe v severozápadní části německé spolkové země Sasko. Město je správním centrem zemského okresu Severní Sasko a má přibližně 20 tisíc obyvatel.

## Památky
Mezi pamětihodnosti patří historické centrum města zrekonstruovaném po znovusjednocení Německa, muzeum piva, památník setkání sovětských a amerických jednotek na Labi a sovětský vojenský hřbitov. Raně renesanční zámek Hartenfels je dominantou města. Kaple byla postavena v roce 1544 (dle návrhu Nickela Gromanna) a je spojením pozdní gotiky s ranou renesancí. Byla vysvěcena Martinem Lutherem 5. října 1544. Medvědi hnědí na paměť Albrechta Medvěda z rodu Askánců jsou stále chováni v hradním příkopě.

## Historie
První obyvatelé byli Slované v osadě pojmenované Turguo. Pravděpodobně zde stál slovanský dřevěný hrad, který se nacházel pod dnešním zámkem Hartenstein. V 10. století padl pod tlakem Svaté říše římské a byl zde vybudován kamenný hrad, kolem kterého se začalo růst osídlení. Trhy zde byly známy od roku 1119. Město leželo na důležité obchodní stezce mezi Lipskem a Frankfurtem nad Odrou křižující řeku Labe u brodu na východ od Torgavy. Páni z Turgova (též Turgowa či Turkowa) byli za éry Lucemburků významnými šlechtici v Čechách s rozsáhlými majetky  a to zejména v Podkrkonoší.
Torgava patřila do vévodství Sasko-Wittenbersko. Protože poslední askánský vévoda zemřel roku 1423 bez potomků, kurfiřti odsouhlasili předat Torgavu do rukou dynastie Wettinů, kteří si vybrali za rezidenci právě Torgavu.
Během reformace v roce 1523 městská rada zavřela všechny vstupy. Občané Torgavy zničili malby a sochy svatých v kostelech a zaútočili na františkánský klášter.
První německá opera Heinricha Schütze Dafne měla premiéru na nádvoří zámku v Torgavě v roce 1627.

### Druhá světová válka
Město se stalo známým na konci druhé světové války jako místo, kde se dne 25. dubna 1945 oficiálně setkala vojska USA a Sovětského svazu. K prvnímu setkání však došlo v obci Leckwitz , ležící u města Strehla, 30 km JV od Torgavy. Tím bylo dosaženo Linie kontaktu mezi sovětskými a americkými jednotkami, ale nešlo o konečnou hranici okupačních zón. Torgava a její okolí sice byla obsazena jednotkami americké armády, v červenci 1945 však muselo být toto území předáno Rudé armádě na základě smlouvy o vymezení okupačních zón z jaltské konference. Po válce byl v roce 1949 natočen film Setkání na Labi, v produkci Mosfilmu, o setkání obou armád. Ve městě rovněž každoročně probíhá svátek Den Labe (Elbe Day), který připomíná tyto události. 

## Partnerská města
- Hämeenkyrö, Finsko
- Sindelfingen, Německo
- Strzegom, Polsko
- Znojmo, Česko

## Galerie

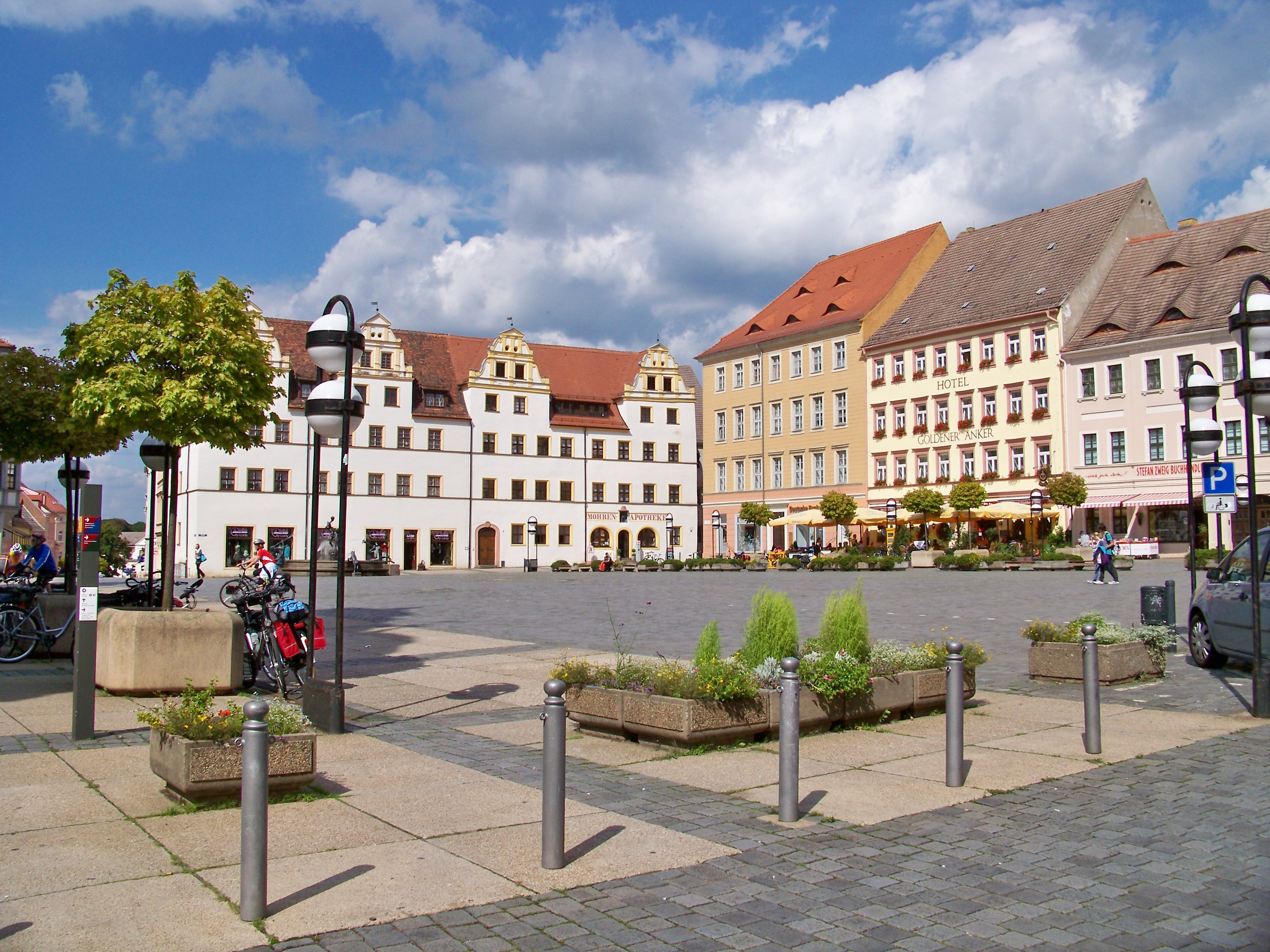
Místní náměstí
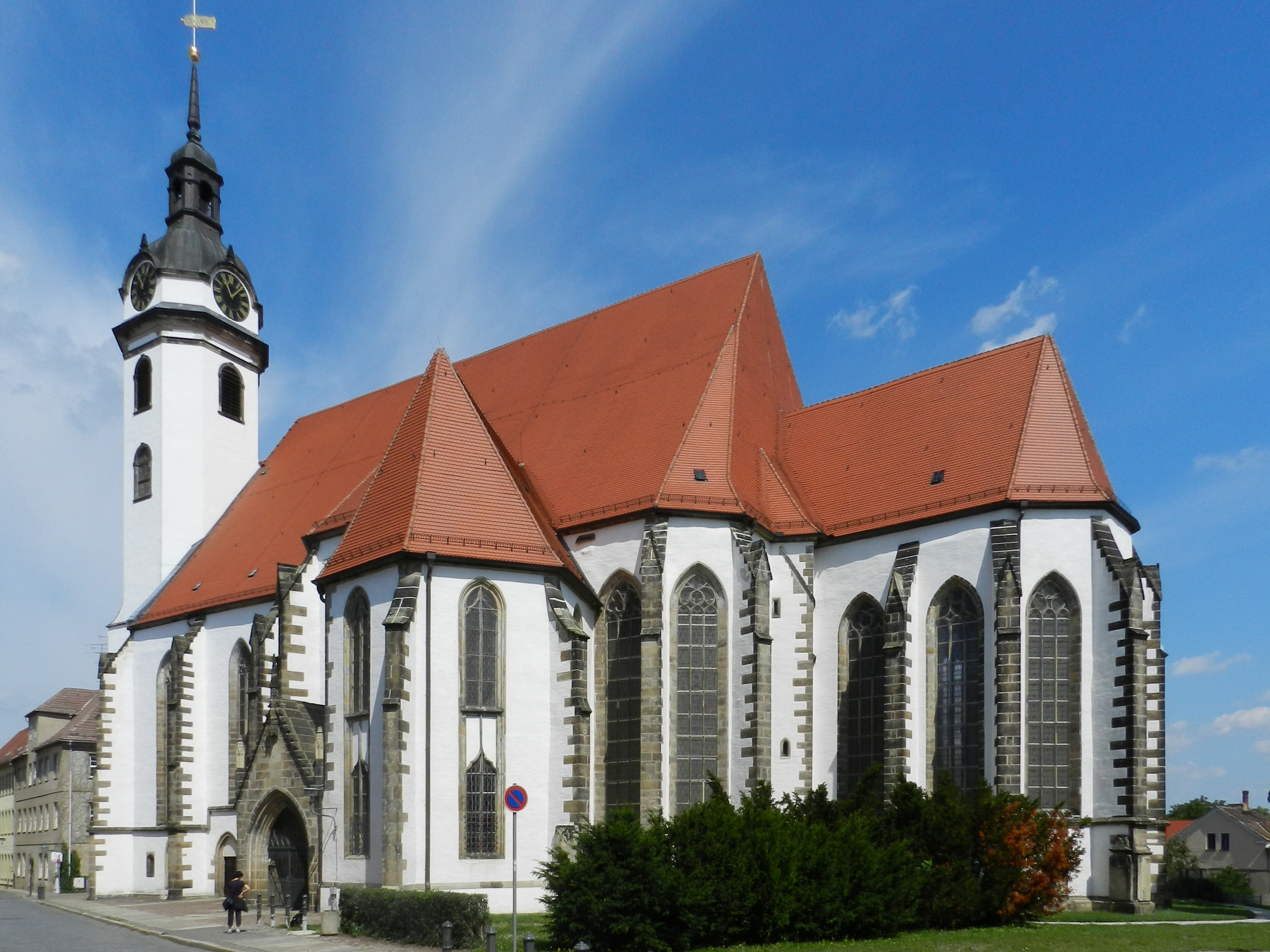
Městský kostel Panny Marie
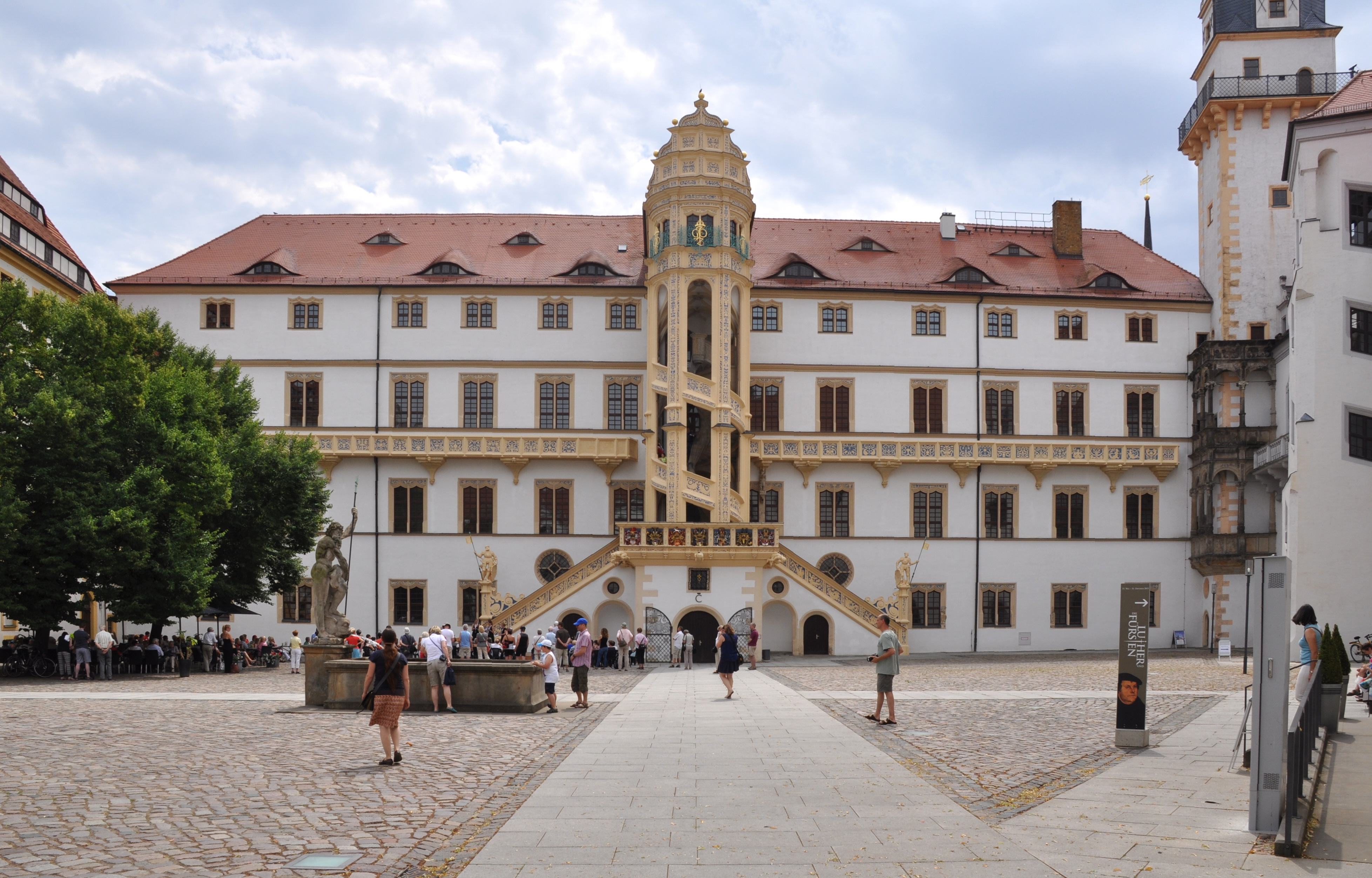
Zámek Hortenfels
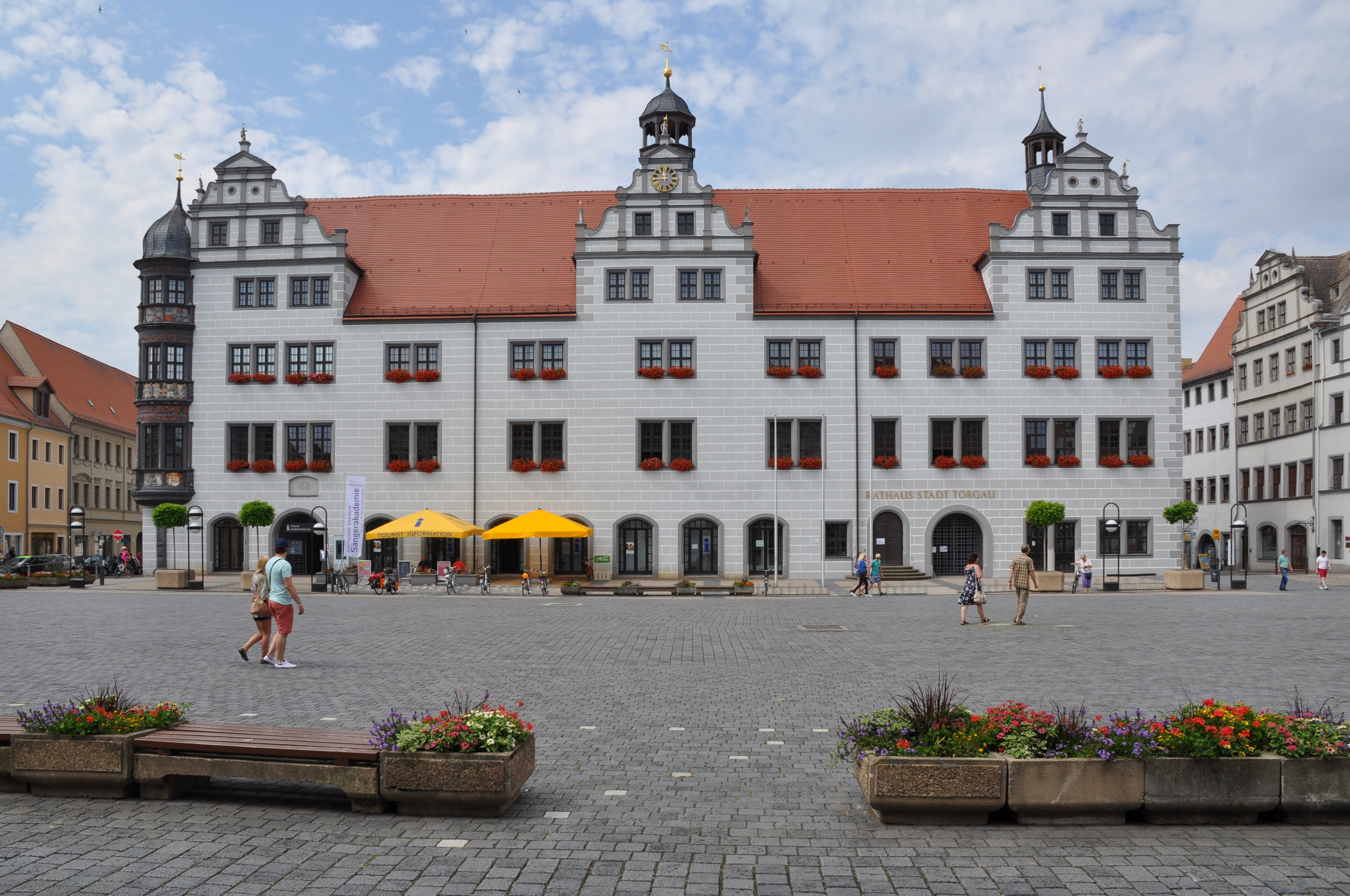
Radnice v Torgavě
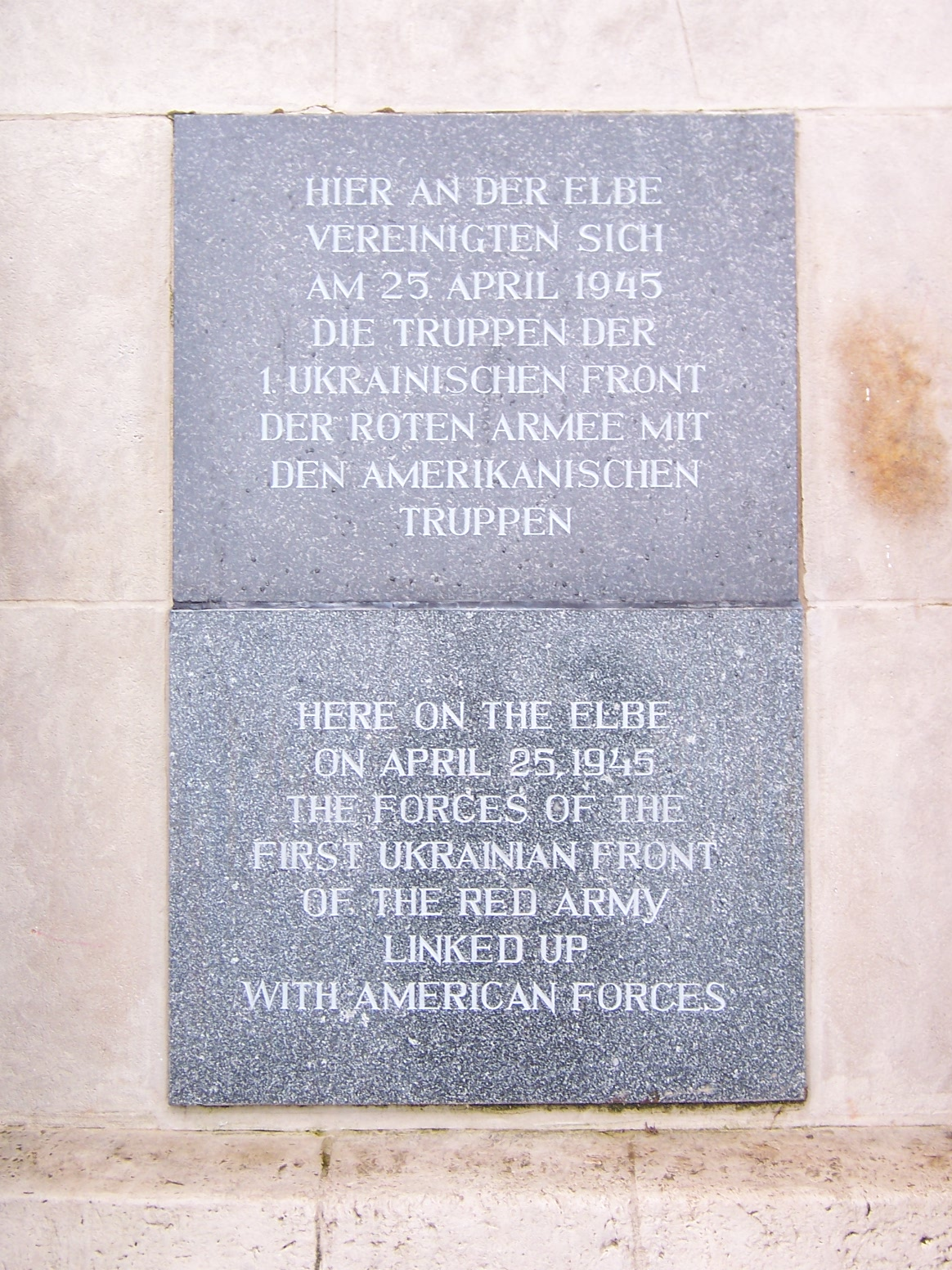
Pamětní deska, která nyní stojí na místě, kde „Východ potkal Západ“
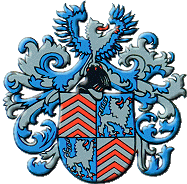
Velký torgavský znak